# Арутюнов, Сергей Дарчоевич
Серге́й Дарчо́евич Арутю́нов (род. 29 мая 1951, Тбилиси, ГССР, СССР, Российская Федерация) — советский и российский ученый-медик, врач-стоматолог высшей квалификационной категории, изобретатель, педагог. Заслуженный врач России, Заслуженный деятель науки Российской Федерации, Заслуженный изобретатель Российской Федерации, доктор медицинских наук, профессор, заведующий кафедрой ортопедической стоматологии и цифровых технологий Научно-образовательного института непрерывного профессионального образования им. Н.Д. Ющука, руководитель центра  среднего профессионального образования им. И.М. Коварского.

## Биография
В 1975 году окончил стоматологический факультет Московского медицинского стоматологического института им. Н.А. Семашко.
С 1975 по 1976 год проходил подготовку в интернатуре на базе Республиканской стоматологической поликлиники г. Тбилиси, по окончании которой присвоена квалификация врача хирурга-стоматолога.
С 1976 по 1990 — врач-стоматолог — хирург, терапевт, ортопед, ортодонт в Республиканской стоматологической поликлинике в Тбилиси.
В 1990 году защитил диссертацию на тему «Профилактика осложнений при применении металлокерамических зубных протезов» в результате чего ему была присуждена учёная степень кандидата медицинских наук.
В 1996 принят доцентом на кафедру ортопедической стоматологии Российской медицинской академии последипломного образования, а в 1998 переведён на должность заведующего этой кафедры.
В 1998 зачислен по контракту профессором кафедры госпитальной ортопедической стоматологии Московского медицинского стоматологического института.
В 1998 защитил диссертацию «Патогенетические основы ортопедического лечения больных со снижением высоты нижнего отдела лица» в результате чего ему была присуждена ученая степень доктора медицинских наук.
В декабре 1998 года присвоено ученое звание профессор.
В октябре 1999 года назначен на должность декана Факультета среднего медицинского образования, как избранного по конкурсу Ученым советом МГМСУ. В сентябре 1999 года возглавил кафедру стоматологии общей практики с курсом подготовки зубных техников факультета повышения квалификации стоматологов МГМСУ ФПКС.
Опыт руководства научным коллективом и хорошее знание проблем и задач современной стоматологии, накопленный огромный научный и практический потенциал явились основанием для создания паспорта специальности 060105 «Стоматология общей практики» и Государственного стандарта 3-го поколения по специальности 060106.51 «Стоматология ортопедическая».
В 2005 году Арутюнову С. Д. присвоено почетное звание «Заслуженный врач Российской Федерации» за заслуги в области здравоохранения и многолетнюю добросовестную работу.
В 2011 году Арутюнов С. Д. награждён государственной наградой Российской Федерации — Орденом Дружбы за достигнутые трудовые успехи и многолетнюю добросовестную работу.
В 2012 году Арутюнову С. Д. присуждена премия Правительства Российской Федерации в области науки и техники за создание научных основ, разработку и внедрение в клиническую практику компьютерного моделирования лечебных технологий и прогнозов реабилитации больных с челюстно-лицевыми дефектами и стоматологическими заболеваниями.
В 2015 году в результате реорганизации МГМСУ им. Евдокимова Арутюнов С. Д. был назначен на должность заведующего кафедрой пропедевтической стоматологии. Также вернулось прежнее название «Кафедра пропедевтической стоматологии». Под руководством Арутюнова на кафедре пропедевтической стоматологии разработаны и внедрены в педагогическую практику, визуализированные учебные пособия и практикумы для аудиторной и самостоятельной подготовки студентов стоматологических факультетов. Создана концепция преподавания основ оперативной дентистрии, с использованием современных компьютеризированных симуляционных систем. Впервые, в нашей стране, предложена и внедрена в практику программа нового образовательного модуля «Основы зубопротезной техники».
В 2016 году Арутюнову С. Д. присуждена премия Правительства Российской Федерации в области образования за цикл трудов «Создание комплекса учебных изданий для реализации новых образовательных программ в области стоматологии».
В 2018 году Арутюнову С. Д. присвоено почетное звание «Заслуженный деятель науки Российской Федерации» за заслуги в области здравоохранения, развитие медицинской науки и многолетнюю добросовестную работу.
В 2018 году Арутюнову С. Д. присуждена премия Правительства Российской Федерации в области науки и техники за научное обоснование, разработку и внедрение в клиническую практику современных эффективных и результативных методов реабилитации больных с социально значимыми стоматологическими заболеваниями.
В 2022 году Арутюнову С. Д. присвоено почетное звание «Почетный работник науки и высоких технологий Российской Федерации» за значительные заслуги в сфере науки и высшего образования, а также добросовестный труд.
В 2024 году Арутюнов С. Д. награждён юбилейной медалью «300 лет Российской академии наук» за содействие развитию отечественной науки и росту ее авторитета.
В 2024 году Арутюнову С. Д. присвоено почетное звание «Заслуженный изобретатель Российской Федерации» за многолетнюю плодотворную изобретательскую деятельность.

## Научная и профессиональная деятельность
Педагогическая деятельность С. Д. Арутюнова охватывает этапы обучения врачей-стоматологов и зубных техников на додипломном уровне и в последипломном периоде повышения их профессиональных компетенций. Он активно участвует в научно-практических конференциях и семинарах для специалистов стоматологического профиля в различных городах России.
Под научным руководством С. Д. Арутюнова защищены 104 докторские и кандидатские диссертации.
С. Д. Арутюнов является автором и соавтором более 1000 научных трудов и свыше 150 учебных пособий, монографий и учебников. С. Д. Арутюнов обладатель более 200 патентов на изобретения и полезные модели РФ, свидетельств о государственной регистрации для ЭВМ в области стоматологии и медицины. Профессор Арутюнов С. Д. редактор и соредактор, автор и соавтор многочисленных научно-практических изданий, национальных руководств: «Терапевтическая стоматология», «Ортопедическая стоматология», «Судебная медицина», «Челюстно-лицевая хирургия».
Первый в России учебник «Стоматология» для врачей-стоматологов и интернов и учебное пособие «Математическое моделирование напряжено-деформированного состояния зубных протезов», выпущенные под редакцией С. Д. Арутюнова отмечены в 2004 году золотыми медалями «Лауреат ВВЦ» Всероссийского выставочного центра. Изданный в 2015 году учебник «Клиническая стоматология», был отмечен дипломом конкурса изданий высших учебных заведений «Университетская книга — 2015» и дипломом «Лучшее медицинское издание» типографических и профессиональных конкурсов и конференций.
Профессор С. Д. Арутюнов является заместителем главного редактора журналов «Российский стоматологический журнал», «Современная ортопедическая стоматология», членом редколлегии журналов «Панорама ортопедической стоматологии», «Российский вестник дентальной имплантологии», «Вестник Авиценны», газеты «Институт стоматологии» и др.
С. Д. Арутюнов — заслуженный специалист в области стоматологической ортопедической реабилитации пациентов с дефектами лица и челюстей, разработчик системы челюстных и зубочелюстных протезов, изготавливаемых из современных конструкционных материалов с применением цифровых технологий, руководитель и соруководитель проектов по созданию медицинских, в том числе стоматологических антропоморфных роботов для образовательного процесса и робот-ассистированных систем для лечебных мероприятий, газодинамической стерилизации и т. д.
В настоящее время С. Д. Арутюновым ведется целенаправленная работа по созданию банка моделей и сценариев (кейсов) речевого поведения антропоморфных роботов. Базовая цель этой деятельности — внедрение систем с искусственным интеллектом в сферу высшего медицинского образования и в практику оказания стоматологической помощи.
Научные заслуги профессора С. Д. Арутюнова, признанные в стоматологии, были неоднократно отмечены дипломами и 23 золотыми медалями на международных выставках в Швейцарии (Женеве), Китае (Сучжоу), Германии (Нюрнберг), Индии (Дели), Ю. Корее (Сеул), России (Севастополь, Москва).
Индекс Хирша — 41, по РИНЦ — 38, по ядру РИНЦ — 12.

## Награды за изобретательскую деятельность
- 2007 — Золотая медаль. Эндодонто-эндооссальный имплантат, способ эндодонто-эндооссальной имплантации и набор инструментов для его проведения. Патент № 2320290.[12] Международный салон изобретений IENA 2007. г. Нюрнберг.
- 2008 — Бронзовая медаль. Способ замещения костных дефектов челюстей. Патент РФ № 2276587.[13] Международный салон изобретений «Женева-2008».
- 2008 — Золотая медаль. Устройство комплексного исследования состояния вегетативной нервной системы. Патент РФ № 2306841.[14] Международный салон изобретений «Женева-2008».
- 2008 — Золотая медаль. Устройство комплексного исследования состояния вегетативной нервной системы. Патент РФ № 2306841.[14] Международный салон изобретений «Сучджоу-2008».
- 2008 — Серебряная медаль. Материал для спортивных зубных шин. Патент РФ № 2302853.[15] Международный салон изобретений «Сучджоу-2008».
- 2008 — Серебряная медаль. Спортивные зубные шины. Патент РФ № 2306163.[16] Международный салон изобретений «Сучджоу-2008».
- 2008 — Серебряная медаль. Способ изготовления спортивных зубных шин. Патент РФ № 2291881.[17] Международный салон изобретений «Сучджоу-2008».
- 2008 — Серебряная медаль. Способ лечения дисколорита зубов. Патент РФ № 2290935.[18] Международный салон изобретений «Женева-2008».
- 2010 — Золотая медаль. Способ оценки состояния сенсорно-моторной и осязательной функции опорно-удерживающего аппарата зуба и устройство для его осуществления. Патент № 2190983.[19] Международная салон изобретений ITEKS 2010, г. Куала-Лумпур, Малайзия.[20]
- 2010 — Почетный орден ассоциации изобретателей Бельгии. Способ оценки состояния сенсорно-моторной и осязательной функции опорно-удерживающего аппарата зуба и устройство для его осуществления. Патент № 2190983. Международная салон изобретений Бельгия 2010.[19]
- 2012 — Золотая медаль. Зубочелюстной протез. Патент РФ № 124141. 40-я Международная выставка изобретений «INVENTIONS GENEVA». 2012.[21]
- 2012 — Золотая медаль. Способ изготовления временных зубных протезов. Патент РФ № 2423948. 40-я Международная выставка изобретений «INVENTIONS GENEVA». 2012.[22]
- 2013 — Золотая медаль. Зубочелюстной протез. Патент РФ № 95504. Международная салон изобретений ITEX 2013. г.[20] Куала-Лумпур, Малайзия.[23]
- 2013 — Золотая медаль. Ортопедическая реабилитация онкологических больных. Группа изобретений. 24-й Национальная выставка достижений науки и технологий NSTF-2013. г. Бангкок, Таиланд.[20]
- 2013 — Золотая медаль. Эндодонто-эндооссальный имплантат. Патент РФ № 2290898.[24] Международный салон изобретений ITEKS 2013.[20] г. Куала-Лумпур, Малайзия.
- 2013 — Почетный орден ассоциации изобретателей Бельгии. Способ оценки состояния сенсорно-моторной и осязательной функции опорно-удерживающего аппарата зуба и устройство для его осуществления. Патент № 2190983.[25] Международный салон изобретений ITEKS 2013.[20] г. Куала-Лумпур, Малайзия.
- 2014 — Золотая медаль. Ортопедическая реабилитация онкологических больных с послеоперационными дефектами средней зоны лица и челюстей. Группа изобретений. 42-я Международная выставка изобретений «INVENTIONS GENEVA».
- 2014 — Золотая медаль. Устройство для ортопедической реабилитации пациентов с патологией окклюзионных взаимоотношений зубных рядов и челюстей. 42-я Международная выставка изобретений «INVENTIONS GENEVA».
- 2015 — Золотая медаль. Способ изготовления зубочелюстного протеза верхней челюсти с полым обтуратором. 11-й Международный салон изобретений и новых технологий «Новое время» 01 — 03 октября 2015. г. Севастополь, Россия.
- 2015 — Золотая медаль. Способ изготовления челюстно-лицевого иммедиат протеза верхней челюсти с обтуратором из полиуретана. 67-й Международная выставка «Идеи — Изобретения — Новые Продукты» IENA-2015.[20] г. Нюрнберг, Германия.
- 2015 — Золотая медаль. Фрезерованный трансдентальный имплантат. 11-й Международный салон изобретений и новых технологий «Новое время» 01 — 03 октября 2015. г. Севастополь, Россия.